# Гленистер, Филип
Филип Гленистер (англ. Philip Haywood Glenister; род. 10 февраля 1963 года, Лондон) — английский актёр, наиболее известный по роли Джина Ханта в таких популярных британских телесериалах, как «Жизнь на Марсе» и «Прах к праху», а также преподобного Андерсона в американской драме «Изгой».

## Биография
Филипп Гленистер родился в районе Харроу. Он — сын режиссёра Джона Гленистера и брат актёра Роберта Гленистера. Филипп окончил школу в Хатч-Энде и под влиянием тогдашней невестки Аманды Редман стал обучаться актёрскому мастерству в Central School of Speech and Drama. Гленистер женат на актрисе Бет Годдард с 2006 года, у них две дочери: Милли и Шарлотта. 28 октября 2008 на передаче Пола О’Греди заявил, что является болельщиком команды из родного городка «Велдстон». Также он известен как болельщик лондонского «Арсенала». Филипп является основателем благотворительной организации в городе Кингстон-на-Темзе, которая помогает детям в графстве Суррей, больным раком.

## Карьера
В начале 1990-х Гленистер снимался во многих сериалах во второстепенных ролях. В 1997 году он сыграл сводного брата Ричарда Шарпа Мэтта Трумана в фильме «Правосудие Шарпа». Филипп сыграл Уильяма Доббина в мини-сериале 1998 года «Ярмарка тщеславия».
В 1998-99 году Гленистер играл водителя маршрутки, который стремится стать рок-звездой, в сериале «Роджер Роджер». В первых трех сезонах сериала «Конец рабочего дня» он сыграл руководителя фабрики Мака Макинтоша.
Гленистер сыграл фотографа, который делал съемки голых девушек для календаря феминистической организации в фильме 2003 году «Девочки из календаря». Также в 2003 году он сыграл в сериале «Большая игра». В мини-сериале 2004 года «Остров на войне» Гленистер сыграл роль немецкого коменданта одного из оккупированных Нормандских островов барона Генриха фон Райнгартена. В 2007 году вместе с Джуди Денч и Франческой Аннис сыграл в сериале «Крэнфорд».
Наибольшую популярность Гленистеру принесла роль Джина Ханта в сериале «Жизнь на Марсе» (2006-07), в котором он сыграл вместе с Джоном Симмом, и его сиквеле «Прах к праху» с Кили Хоуз.
В 2013, а затем и в 2014 году актёр вместе с Дэвидом Уоллиамсом и Кэтрин Тейт появился в ситуационной комедии «Большая школа», сыграв учителя физкультуры.

## Публикации
В октябре 2008 года Гленистер выпустил свою книгу о культуре 70-х и 80-х годов под названием «Всё не так, как было раньше». Очевидно, источником вдохновения для него стало участие в съёмках сериалов «Жизнь на Марсе» и «Прах к праху», действие которых происходит как раз в 70-х и 80-х годах соответственно.

## Фильмография

### Фильмы
| Год  | Фильм                                 | Роль             |
| ---- | ------------------------------------- | ---------------- |
| 1995 | Удостоверение                         | Чарли            |
| 2003 | Девочки из календаря                  | Лоуренс          |
| 2005 | Царство небесное                      | Сквайр           |
| 2008 | Вторник                               | Ерп              |
| 2010 | Ты встретишь таинственного незнакомца | «друг по покеру» |
| 2012 | Милый друг                            | Чарльз Форестьер |

### Телевидение
| Год     | Сериал                    | Роль                                | Примечания               |
| ------- | ------------------------- | ----------------------------------- | ------------------------ |
| 1991    | Надзиратель               | Грег Хантер                         | сезон 8, эпизод 3        |
| 1991    | Тайны Рут Ренделл         | Брайан Грегсон                      | сезон 5, эпизоды 4—6     |
| 1991    | Брось мертвого осла       | Гаррисон                            | сезон 2, эпизод 11       |
| 1991    | Бержерак                  | Филип                               | сезон 9, эпизод 11       |
| 1992    | Love Hurts                | Марк                                | сезон 1, эпизоды 6, 7    |
| 1992    | Сердцебиение              | Джулин Кантли                       | сезон 1, эпизод 7        |
| 1992    | A Fatal Inversion         | Молодой детектив                    | эпизоды 2, 3             |
| 1993    | Детективы                 | офицер                              | сезон 1, эпизод 2        |
| 1994    | Закон и беспорядок        | Девид Макнамарра                    | сезон 1, эпизод 6        |
| 1994    | Шеф                       | Ангус Шодвел                        | сезон 4, эпизод 8        |
| 1994    | Синее небо                | Пол Твайс                           | сезон 1, эпизод 6        |
| 1995    | Влюбленные                | Рей                                 | ТВ-фильм                 |
| 1995    | На завтрак                | Марк                                | сезон 1, эпизоды 1—3     |
| 1996    | Настоящая любовь          | Фил                                 | ТВ-фильм                 |
| 1996    | Немой свидетель           | Деннинг                             | сезон 1, эпизоды 5—6     |
| 1996    | Солдатик                  | Джимми Рис                          | сезон 6, эпизод 3        |
| 1996-97 | Моя прекрасная жизнь      | Фил                                 | сезон 1, эпизоды 0, 3, 6 |
| 1997    | Идеальный синий           | Том                                 | ТВ-фильм                 |
| 1997    | Have Your Cake and Eat It | Джо Мартин                          | мини-сериал              |
| 1997    | Правосудие Шарпа          | Метт Труман                         | ТВ-фильм                 |
| 1997    | Уиклиф                    | Ерик Финдли                         | сезон 4, эпизод 9        |
| 1998    | Ярмарка тщеславия         | Уильям Доббин                       | мини-сериал              |
| 1998-99 | Роджер Роджер             | Фил                                 | сезоны 1—2: 13 эпизодов  |
| 2000-02 | Clocking Off              | Джеймс «Мак» Макинтош               | сезоны 1—3: 11 эпизодов  |
| 2001    | Ллойд и Хилл              | Денни Ллойд                         | ТВ-фильм                 |
| 2001    | Охота                     | Роб Кемпбелл                        | ТВ-фильм                 |
| 2001    | Хорнблауэр                | Ганнер Хоббс                        | 2 фильма                 |
| 2003    | Еще одна из рода Болейн   | Уильям Стетфорд                     | ТВ-фильм                 |
| 2003    | Большая игра              | Уильям Белл                         | мини-сериал              |
| 2003    | Порок                     | Джейсон Грант                       | сезон 5, эпизод 7        |
| 2003    | Байрон                    | Уильям Флетчер                      | ТВ-фильм                 |
| 2004    | Исландия на войне         | Оберст Гайнрих Барон вон Райнгартен | мини-сериал              |
| 2005    | Отчим                     | Даги Моллой                         | ТВ-фильм                 |
| 2005    | Прогулка                  | Эдди                                | ТВ-фильм                 |
| 2005    | Последнее право           | Спирс                               | мини-сериал              |
| 2005    | Винсент                   | Девид Дрискол                       | сезон 1, эпизоды 1—3     |
| 2006-07 | Жизнь на Марсе            | Джин Хант                           | сезоны 1—2: 16 эпизодов  |
| 2007    | Крэнфорд                  | Картер                              | мини-сериал              |
| 2008-10 | Прах к праху              | Джин Хант                           | сезон 1—3: 24 эпизода    |
| 2009    | Демоны                    | Руперт Галвин                       | сезон 1: 6 эпизодов      |
| 2011    | Бешеные псы               | Квин                                | мини-сериал              |
| 2011    | Скрытое                   | Гарри Венн                          | мини-сериал              |
| 2011    | Остров сокровищ           | капитан Смоллетт                    | мини-сериал              |
| 2013-14 | Большая школа             | Тревор Ганн                         | сезоны 1—2: 12 эпизодов  |
| 2016    | Изгой                     | преподобный Андерсон                | сезоны 1—2: 20 эпизодов  |